# Oganesson
O  oganésson (português europeu) ou oganessônio (português brasileiro) (previamente chamado de ununóctio) é o elemento químico superpesado sintético de número atômico 118 (118 prótons e 118 elétrons), de símbolo químico Og. Ocupa o grupo 18 (VIIIA ou 0) da tabela periódica juntamente com os gases nobres. Em 2015, a IUPAC e a IUPAP confirmaram descoberta dos elementos nipónio, moscóvio, tenesso e o oganésson. A designação (em inglês) foi oficializada pela IUPAC em 28 de novembro de 2016 como oganesson - referência ao físico nuclear russo Yuri Oganessian.

## Características principais
Pela posição na tabela periódica, a previsão é que o oganessônio apresente propriedades químicas similares às do radônio. Por isso, também é conhecido pelo nome de eka-radônio.
Entretanto, dados obtidos por cálculos sugerem que o elemento pode não ser gasoso a 20 °C como os demais elementos da família, visto que isso é improvável para um elemento com uma massa tão elevada, devido ao aumento das interações intermoleculares. Este fato é reforçado ainda mais pela influência dos efeitos quânticos relativísticos. Estima-se que o ponto de fusão do oganessônio seja em torno de 47 °C (320 K), de modo que ele seja um sólido à temperatura ambiente. Supõe-se também, com base na tendência observada no grupo, que o ponto de ebulição do elemento seja apenas cerca de 2 °C acima do ponto de fusão.
Além disso, prevê-se que ele será bem mais reativo que os demais elementos do grupo, até mais reativo que o fleróvio e o copernício, devido à desestabilização relativística dos orbitais 7s e 7p na camada de valência cheia do período 7.
O oganessônio tem o maior número atômico e maior massa atômica de todos os elementos conhecidos. O átomo de oganessônio é muito instável e radioativo, e desde 2005, apenas quatro átomos do isótopo 294Og foram detectados. Embora isto permita pouca caracterização experimental de suas propriedades e possíveis compostos, cálculos teóricos resultaram em muitas previsões, incluindo algumas surpreendentes. Por exemplo, embora o oganessônio seja um membro do grupo 18, pode possivelmente não se comportar como um gás nobre, ao contrário de todos os outros elementos do referido grupo. Foi anteriormente pensado como um gás sob condições normais de temperatura e pressão, mas agora está previsto como um sólido devido aos efeitos quânticos relativísticos. Na tabela periódica dos elementos é um elemento do bloco p e o último do 7º período.

## Aplicação química

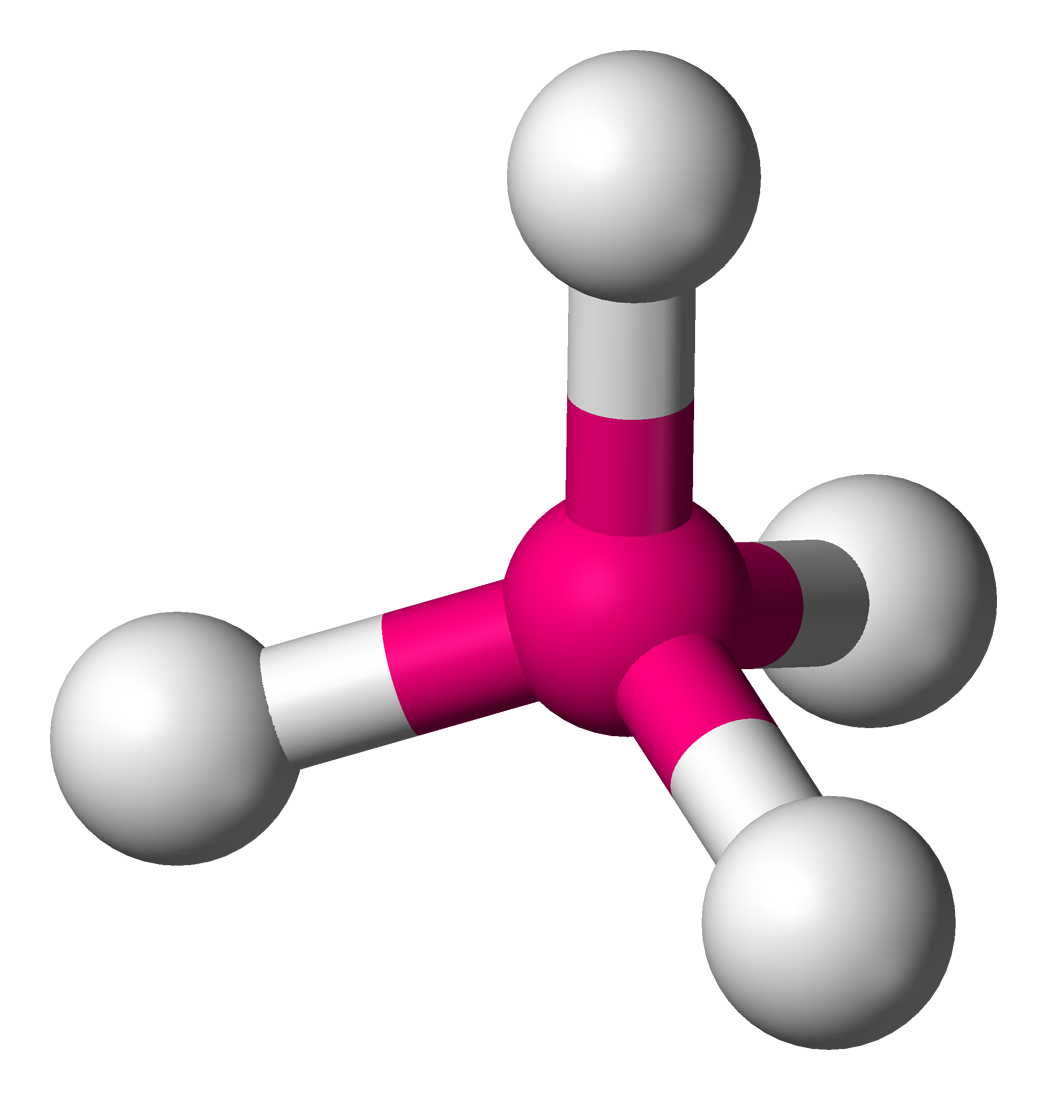
O composto hipotético tetrafluoreto de oganessônio, OgF_{4}, está previsto para apresentar uma configuração molecular tetraédrica, diferindo bastante de seus homólogos XeF_{4} (tetrafluoreto de xenônio) e possivelmente RnF_{4} (tetrafluoreto de radônio).

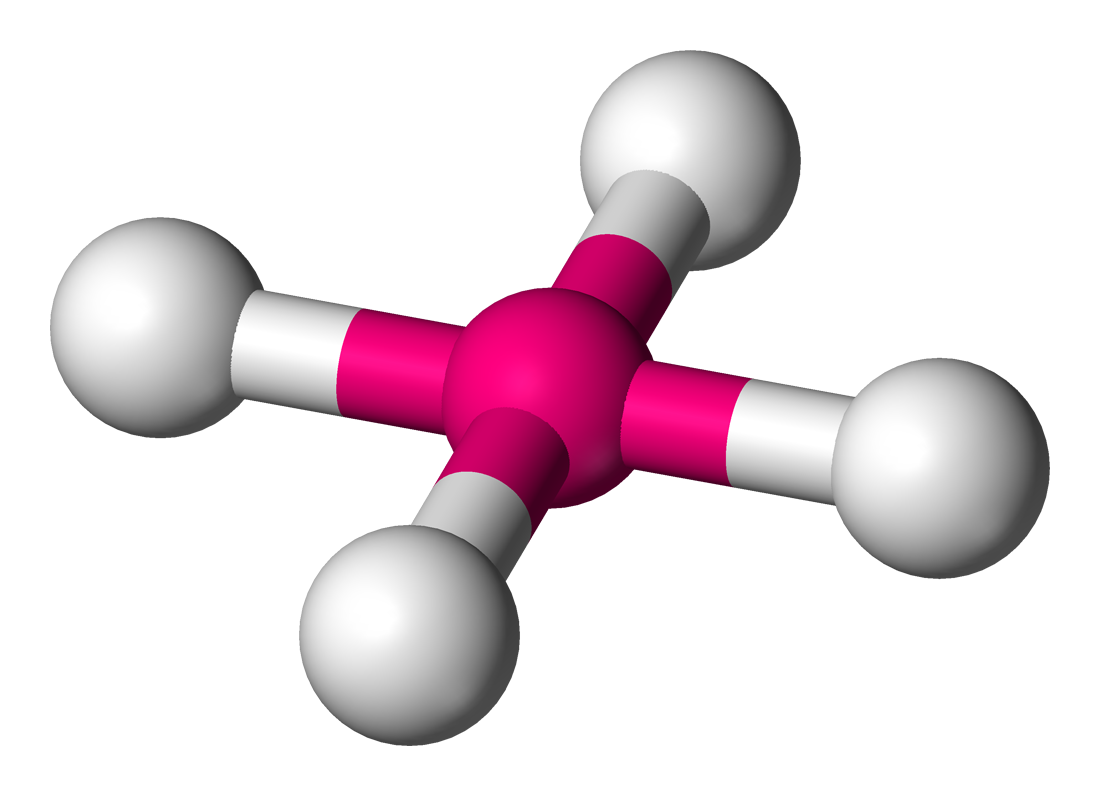
XeF_{4} possui uma configuração molecular quadrado planar, diferente do OgF_{4}.

Não foram obtidos compostos do elemento, devido ao fato de ele ser extremamente radioativo e com uma meia-vida muito curta, e faltam isótopos de vida longa o suficiente para que suas propriedades químicas e físicas possam ser investigadas na prática. Tudo o que se sabe é inferido nas propriedades periódicas esperadas para o elemento.
Observando sua posição na tabela periódica, espera-se que o oganessônio seja um gás nobre e a exemplo de seus congêneres, possua uma reatividade química muito baixa devido à sua configuração eletrônica, com 8 elétrons na camada de valência, uma configuração "fechada" e estável. Contudo, o elemento sofreria com os efeitos quânticos relativísticos que afetam os elementos mais pesados do bloco p, os quais desestabilizariam a configuração de gás nobre do oganessônio. Consequentemente, é previsto que este elemento será muito mais reativo do que os demais elementos da família, formando compostos com facilidade. Espera-se que o Og seja até mais reativo que o fleróvio e o copernício, com uma reatividade semelhante à do chumbo.
O oganessônio poderia formar compostos com número de oxidação (nox) +2, +4 e possivelmente +6. Alguns exemplos seriam OgCl2, OgF2, OgCl4, OgF4, OgO2, OgF6, entre outros.

## História
Em 1999, pesquisadores do Lawrence Berkeley National Laboratory publicaram a descoberta dos elementos 116 e 118 em um artigo no Physical Review Letters. Um ano depois publicaram uma retratação, depois que outros pesquisadores foram incapazes de duplicar os resultados. Em junho de 2002, o diretor do laboratório anunciou que a reivindicação original da descoberta destes dois elementos tinha sido baseada nos dados produzidos pelo autor principal do relatório, Victor Ninov.
Em 10 de outubro de 2006, pesquisadores do Instituto Conjunto para Pesquisa Nuclear da Rússia e do Lawrence Livermore National Laboratory dos EUA anunciaram na Physical Review C que haviam detectado indiretamente o elemento 118 produzido por meio de colisões de átomos de califórnio e de cálcio. Os pesquisadores observaram o decaimento de três átomos, não os átomos em si. Observou-se uma meia-vida de 0,89 ms. O oganessônio decai em livermório por meio de decaimento alfa. Em segundos, o decaimento alfa subsequente prossegue até atingir o seabórgio-271, mais estável, com uma meia-vida de 2,4 min. Isto levará o decaimento alfa ao rutherfórdio-267, com uma meia-vida de 1,3 h.

## Isótopos
Até agora foi criado apenas um isótopo, mas ainda há reações a serem tentadas para criar outros isótopos:
| isótopo | Projétil | alvo  | Resultado            |
| ------- | -------- | ----- | -------------------- |
| 294Og   | 86Kr     | 208Pb | A reação falhou      |
| 296Og   | 64Ni     | 232Th | Reação a ser tentada |
| 296Og   | 58Fe     | 238U  | Reação a ser tentada |
| 298Og   | 54Cr     | 244Pu | Reação a ser tentada |
| 298Og   | 50Ti     | 248Cm | Reação a ser tentada |
| 297Og   | 48Ca     | 249Cf | Reação bem sucedida  |

## Ficção
No universo ficcional de Star Trek: The Next Generation, o episódio Rascals descreveu uma “tabela transperiódica” contendo o elemento de número 118, denominado "Accurentum."